# Никитин, Александр Александрович (футболист)
Александр Александрович Никитин (12 января 1960) — советский и российский футболист, защитник, полузащитник.
Воспитанник футбольной школы «Машук» Пятигорск. В 1977—1978 — в составе московского «Торпедо». Выступал за клубы второй (1978—1980, 1981, 1985—1986, 1991, 1992) и первой (1980, 1982—1984, 1986—1990) лиг за команды «Динамо» Ставрополь (1978, 1986—1990), «Уралан» Элиста (1979—1980, 1985—1986), «Спартак» Нальчик (1980—1981), «Ротор» Волгоград (1982—1984), «Машук» (1991), «Искра» Новоалександровск (1992).
В первой лиге провёл 241 игру, забил 18 голов, во второй — 118 игр, 19 голов, во второй низшей (1991) — 38 (9).